# Xenosoma costaricanum
Xenosoma costaricanum là một loài bướm đêm thuộc phân họ Arctiinae, họ Erebidae.